# Тея (Григоріопольський район)
Тея (рос. Тея; рум. Teiu) — село в Григоріопольському районі в Молдові (Придністров'ї). Є центром Тейської сільської ради.
Станом на 2004 рік у селі проживало 3 українців.

## Люди
В селі народився Зельцер Веніамін Якович (1927) — радянський вчений в області механізації виноградарства.